# Edmond Carmody
Edmond Carmody (* 12. Januar 1934 in Ahalane, County Kerry, Irland) ist ein US-amerikanischer Geistlicher der Römisch-Katholischen Kirche und Altbischof von Corpus Christi.

## Leben
Der gebürtige Ire Edmond Carmody, der in seiner Heimat das St. Patrick’s College in Carlow besucht hatte, empfing am 8. Juni 1957 die Priesterweihe für das Erzbistum San Antonio. In den folgenden Jahren übte er verschiedene Tätigkeiten aus, unter anderem reiste er 1984 zu Missionszwecken nach Peru.
Papst Johannes Paul II. ernannte ihn am 8. November 1988 zum Weihbischof in San Antonio und Titularbischof von Murthlacum. Der Erzbischof von San Antonio, Patrick Fernández Flores, spendete ihm am 15. Dezember desselben Jahres die Bischofsweihe; Mitkonsekratoren waren Charles Victor Grahmann, Bischof von Victoria in Texas, und Charles Edwin Herzig, Bischof von Tyler.
Am 24. März 1992 wurde er zum Bischof von Tyler ernannt und am 25. Mai desselben Jahres in das Amt eingeführt. Am 3. Februar 2000 wurde er zum Bischof in Corpus Christi ernannt und am 17. März desselben Jahres in das Amt eingeführt. 2006 gründete Carmody die John Paul II High School, an der er von 2010 bis 2012 Kirchengeschichte unterrichtete.
Am 18. Januar 2010 nahm Papst Benedikt XVI. seinen altersbedingten Rücktritt an. 2012 kehrte er nach Tyler zurück, wo er derzeit lebt.